# Vodka Energy
El Vodka-Red Bull, también conocido como Vodka Energy, es un cóctel de vodka y Red Bull u otra bebida energizante. Al ser un trago largo, se sirve en vaso de tubo, con o sin hielo, generalmente decorado con rodaja de limón.  
La proporción de vodka y Red Bull varía, pero generalmente es 1:5. En algunos lugares, se acostumbra a servir la lata entera junto a un vaso con vodka; No obstante, lo recomendado es repartir una misma lata entre varios cócteles y así evitar un consumo excesivo de este cóctel. Al combinar alcohol y cafeína, supone un mayor riesgo para la salud. El sabor del Red Bull debe predominar para que el alcohol no sepa demasiado fuerte.
Se desconoce quién fue el inventor oficial del Vodka-Red Bull. El Red Bull han sido utilizado como mixer genérico en los bares europeos desde finales de los años 80, aunque no se mezclaría con el vodka hasta a partir de los años 90, cuando el Vodka Energy apareció primero en el centro de Europa y poco después en los Estados Unidos. En Austria es conocido como Gummibärli, en Alemania Wodka-E o Voddy Bull, y en los países anglosajones Vod Bomb o Vod Bull. En EE. UU. también es conocido como VRB (/viː.ɑr.bi/).

## Variantes
- Double Vodka Red Bull (o DVR), que duplica la cantidad de vodka y disminuye la de Red Bull.

- Strawberry Vodka Energy (o Scarlett Bull, Ferrari), elaborado con vodka con sabor fresa.

- Vodka Energy Peach (o Yellow Bull, Lamborghini), preparado con vodka con sabor melocotón.

- Mint Vodka Energy (o Green Bull, Jaguar), elaborado con vodka con sabor a menta

- Black Vodka Energy (o Black Bull, Black Rider), elaborado con vodka negro.

Una versión premezclada se encuentra disponible en Alemania bajo el nombre de "Flügerl". ('alado', debido al famoso eslogan de Red Bull: Red Bull verleiht Flügel «Red Bul te da alas»).

## Riesgos
Las bebidas energéticas con cafeína mezcladas pueden ser peligrosas al mezclarse con alcohol, ya que la cafeína enmascara la embriaguez y puede llevar a una persona a malinterpretar su nivel real de intoxicación.
En 2001, se informó en Suecia que dos personas murieron tras beber Vodka Red Bull.